# Otepää (comune rurale)
Otepää è un comune rurale dell'Estonia meridionale, nella contea di Valgamaa. Il centro amministrativo è la città (in estone linn) di Otepää.

## Località
Oltre al capoluogo, il comune comprende 21 località (in estone küla):
Arula - Ilmjärve - Kääriku - Kassiratta - Kastolatsi - Kaurutootsi - Koigu - Mägestiku - Mäha - Märdi - Nüpli - Otepää - Pedajamäe - Pilkuse - Pühajärve - Raudsepa - Sihva - Tõutsi - Truuta - Vana-Otepää - Vidrike